# Discografia dei Black Stone Cherry
La discografia dei Black Stone Cherry consiste in 6 album in studio, 1 album dal vivo, 1 album video, 3 EP e 14 singoli, di cui 12 accompagnati da un video musicale.

## Album

### Album in studio
| Anno | Album | Posizione massima | Posizione massima | Posizione massima | Posizione massima | Posizione massima | Posizione massima  | Posizione massima | Posizione massima | Certificazione |
| Anno | Album | [ 1 ]             | [ 2 ]             | [ 3 ]             | [ 4 ]             | [ 5 ]             | Irlanda (bandiera) | [ 6 ]             | [ 7 ]             | Certificazione |
| ---- | --- | ----------------- | ----------------- | ----------------- | ----------------- | ----------------- | ------------------ | ----------------- | ----------------- | -------------- |
| 2006 | Black Stone Cherry - Data: 18 giugno 2006 - Etichetta: Roadrunner Records - Formati: CD, LP, Download digitale                     | 90                | —                 | —                 | —                 | —                 | —                  | —                 | 188               |                |
| 2008 | Folklore and Superstition - Data: 19 agosto 2008 - Etichetta: Roadrunner Records - Formati: CD, LP, Download digitale              | 28                | —                 | 89                | 167               | 54                | 68                 | 45                | 23                | - UK: Argento  |
| 2011 | Between the Devil & the Deep Blue Sea - Data: 31 maggio 2011 - Etichetta: Roadrunner Records - Formati: CD, LP, DIownload digitale | 29                | 31                | 31                | —                 | 22                | —                  | 43                | 13                | - UK: Argento  |
| 2014 | Magic Mountain - Data: 6 maggio 2014 - Etichetta: Roadrunner Records - Formati: CD, Download digitale                              | 22                | 29                | 28                | 187               | 31                | —                  | —                 | 5                 |                |
| 2016 | Kentucky - Data: 1º aprile 2016 - Etichetta: Mascot Label Group                                                                    | 40                | 13                | 14                | 100               | 21                | 45                 | —                 | 5                 |                |
| 2018 | Family Tree - Data: 20 aprile 2018 - Etichetta: Mascot Label Group                                                                 | —                 | —                 | —                 | —                 | —                 | —                  | —                 | —                 |                |

### Album dal vivo
| Anno | Album                                                                                          |
| ---- | ---------------------------------------------------------------------------------------------- |
| 2007 | Live at the Astoria, London (31.10.07) - Data: 31 ottobre 2007 - Etichetta: Roadrunner Records |

### Extended play
| Anno | Album                                                                                          |
| ---- | ---------------------------------------------------------------------------------------------- |
| 2006 | Hell & High Water EP - Data: 11 novembre 2006 - Formati: Download digitale                     |
| 2007 | Rain Wizard EP - Data: 10 luglio 2007 - Formati: Download digitale                             |
| 2008 | The Kerrang! Radio Sessions EP (Acoustic) - Data: 29 gennaio 2008 - Formati: Download digitale |

## Singoli
| Anno | Titolo                    | Posizione massima | Album                                   |
| Anno | Titolo                    | US Mainstream     | Album                                   |
| ---- | ------------------------- | ----------------- | --------------------------------------- |
| 2006 | Lonely Train              | 14                | Black Stone Cherry                      |
| 2006 | Hell & High Water         | 30                | Black Stone Cherry                      |
| 2007 | Rain Wizard               | 29                | Black Stone Cherry                      |
| 2007 | Big City Lights           | —                 | Hell & High Water EP                    |
| 2008 | Blind Man                 | 19                | Folklore and Superstition               |
| 2008 | Please Come In            | 24                | Folklore and Superstition               |
| 2009 | Things My Father Said     | —                 | Folklore and Superstition               |
| 2009 | Soulcreek                 | —                 | Folklore and Superstition               |
| 2011 | White Trash Millionaire   | 11                | Between the Devil and the Deep Blue Sea |
| 2011 | Blame It on the Boom Boom | 24                | Between the Devil and the Deep Blue Sea |
| 2011 | In My Blood               | 10                | Between the Devil and the Deep Blue Sea |
| 2012 | Like I Roll               | 22                | Between the Devil and the Deep Blue Sea |
| 2014 | Me and Mary Jane          | 16                | Magic Mountain                          |
| 2014 | Remember Me               | 36                | Magic Mountain                          |
| 2015 | The Way of the Future     | —                 | Kentucky                                |

## Videografia

### Album video
| Anno | Album |
| ---- | --- |
| 2015 | Thank You: Livin' Live (Birmingham, UK October 30, 2014) - Data: 30 ottobre 2015 - Etichetta: Eagle Rock Entertainment |

### Video musicali
| Anno | Titolo                    | Regista         |
| ---- | ------------------------- | --------------- |
| 2006 | Lonely Train              | Hobos with Guns |
| 2006 | Hell & High Water         | JB Carlin       |
| 2008 | Blind Man                 | David Sutton    |
| 2008 | Please Come In            | Adam Grabarnick |
| 2009 | Things My Father Said     | Andrew Bennett  |
| 2009 | Soulcreek                 | Joe McKinney    |
| 2011 | White Trash Millionaire   | David Sutton    |
| 2011 | Blame It on the Boom Boom |                 |
| 2011 | In My Blood               | Andrew Bennett  |
| 2012 | Like I Roll               | Steve Glashier  |
| 2014 | Me and Mary Jane          |                 |